# 北越雪譜

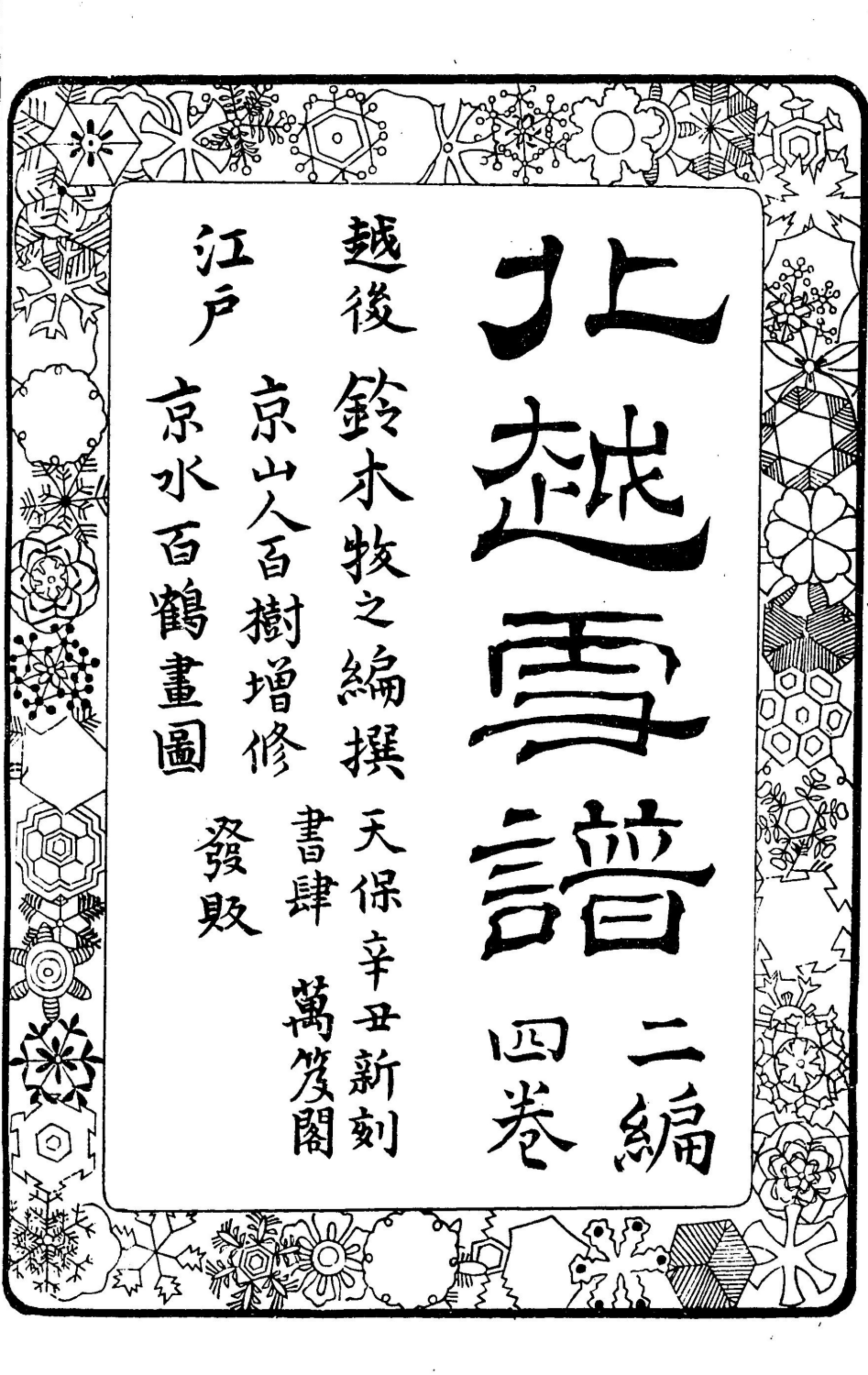
『北越雪譜』二編 巻一（鈴木牧之著、天保12年（1841年）刊）

『北越雪譜』（ほくえつせっぷ）は、江戸後期における越後魚沼の雪国の生活を活写した書籍。初編3巻、二編4巻の計2編7巻。著者は現在の新潟県南魚沼市塩沢で縮仲買商・質屋を営んだ鈴木牧之（京山人百樹（山東京山）増修、京水百鶴（岩瀬京水）画）。雪の結晶のスケッチ（『雪華図説』からの引用）から雪国の風俗・暮らし・方言・産業・奇譚まで雪国の諸相が、豊富な挿絵も交えて多角的かつ詳細に記されており、雪国百科事典ともいうべき資料的価値を持つ。1837年（天保8年）に江戸で出版されると当時のベストセラーとなった。

## 作品概要

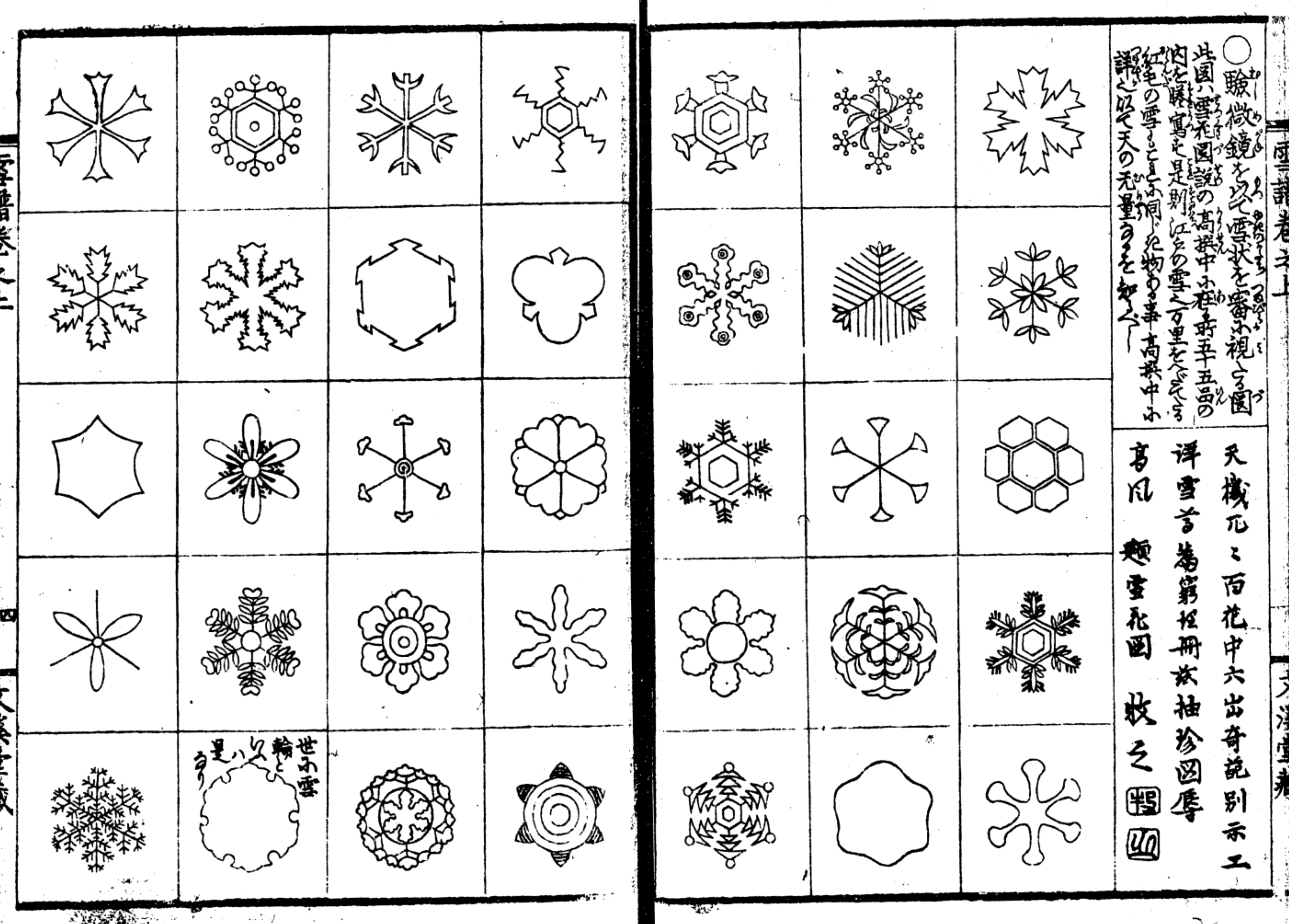
雪の結晶の図。『北越雪譜』初編 巻之上（天保8年（1837年）刊）より

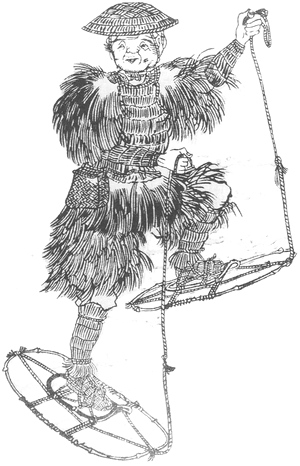
蓑を身に着け、かんじきを履いた男性。『北越雪譜』の挿絵より。

本書は、初編と二編に大別され、さらに初編は『巻之上』『巻之中』『巻之下』に、二編は『巻一』『巻二』『巻三』『巻四』にそれぞれ分かれている。1837年（天保8年）秋頃に初編各巻が江戸で発行され、1841年（天保12年）11月に二編4巻が発売された。

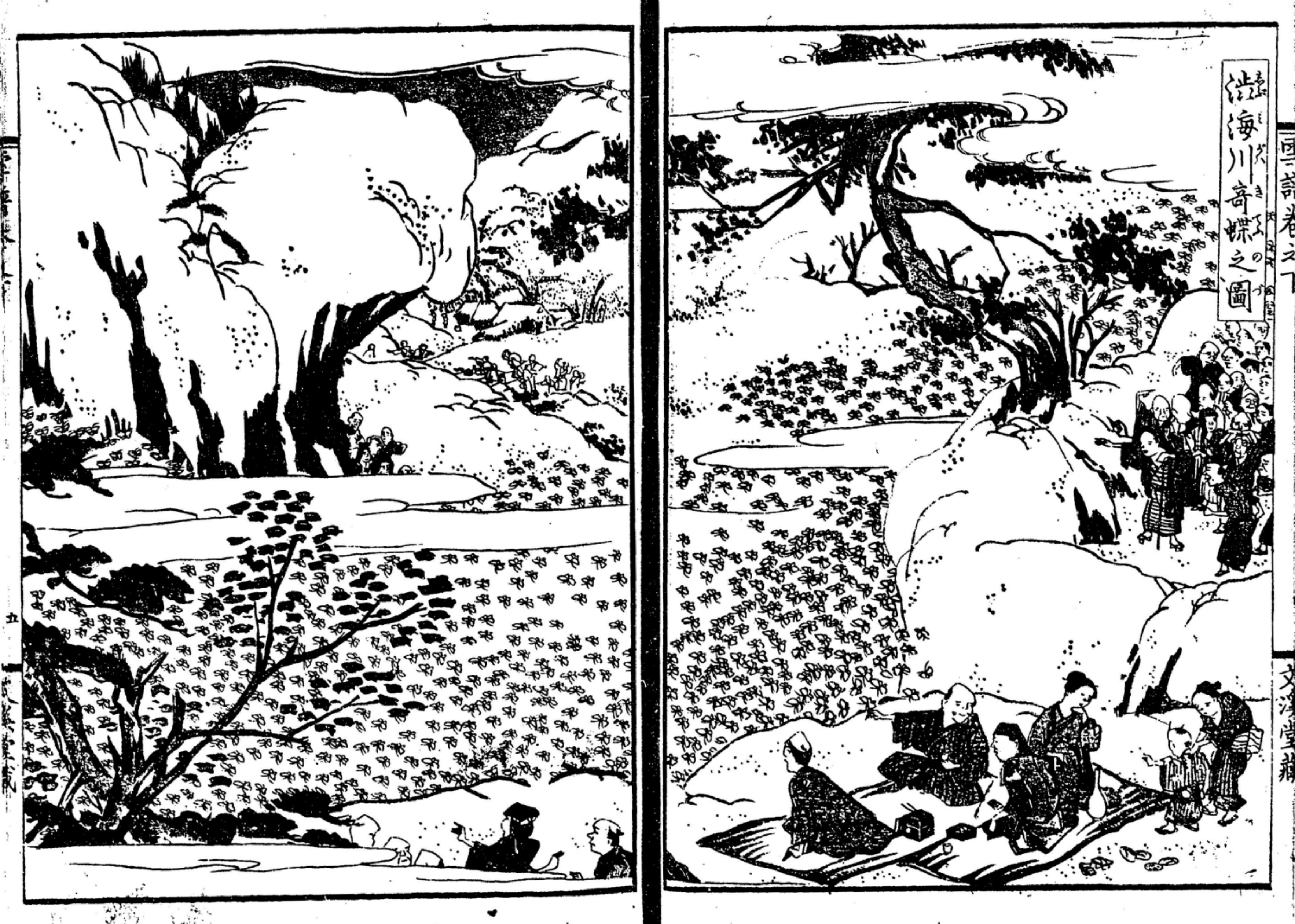
「渋海川奇蝶之図」。『北越雪譜』初編 巻之下（天保8年（1837年）刊）より

初編巻之上はまず、雪の成因・雪の結晶のスケッチ（雪華図説からの引用）など科学的分析から筆を起こし、次いで江戸などの「暖国」と雪国の違いを様々な例を挙げて説明していく。雪中洪水や熊が雪中に人を助けた逸話など、「暖国」の人々の興趣を誘う内容が多い。巻之中は、越後魚沼の名産品であった縮（ちぢみ）に関する話が中心となっている。牧之自身が縮の仲買商人であったため、縮の素材や機織り方法、縮のさらし、縮の流通などが詳述されている。また、信濃国境に近い秋山郷（現津南町）の様子も詳しく記載されている。巻之下は、渋海川の珍蝶や鮭に関する考察、越後に伝わる様々な奇譚、山岳地方の方言、など博物学的な内容となっている。
二編巻一は、越後各地の案内に始まり、雪国の一年を正月から概説していく。巻二以下、雪国の一年の詳細を多様な逸話・記録・考察によって描いていく。正月の様子から書き起こし、春から夏へ移るところで二編は終わっている。そのため、夏以降の様子を三編・四編として発刊する構想があったと考えられているが、1842年の牧之の死により本作品は二編までで完結した。
本書は全編を通して、雪国の生活が「暖国」ではまったく想像もつかないものであることを何度も強調している。確かに好事家の目を引く珍しい風習・逸話が数多く載せられているが、この作品のテーマは雪国の奇習・奇譚を記録することにとどまらず、雪国の人々が雪との厳しい闘いに耐えながら生活していること、そして、郷土のそうした生活ぶりを暖国の人々へ知らせたい、という点に求められる。

以上の点から、本作品は雪国越後の貴重な民俗・方言・地理・産業史料と位置づけられている。

## 出版までの経緯
牧之が最初に本書の出版を期したのは、文化年間ごろ（1800年代、牧之30代の頃）とされている。縮みの仲買商人である牧之は江戸へ行く機会も多く、何人かの文化人と面識があった。田舎住人の自分では出版不可能と考えた牧之は、知己の関係にあった在江戸の文人山東京伝の協力の下に出版する計画を立てた。京伝も協力的であったが、前例のない著作であるため、費用の問題で出版を引き受ける版元が現れず、計画は沙汰やみとなった。そこで牧之は曲亭馬琴に相談し、馬琴も出版計画に乗り気であったが、京伝との関係悪化を懸念して、出版には至らなかった。
出版をあきらめきれない牧之は、1807年（文化4年）、大坂での出版を目論み、話は順調に進んでいたが、仲介者の死によって振り出しに戻った。さらに1812年（文化9年）、江戸での出版を計画したが、同じく仲介者の死によって計画断念に追い込まれた。京伝が1813年に没すると、牧之は再び馬琴に協力を依頼した。馬琴は出版に前向きであったが、自身が大著『南総里見八犬伝』に取りかかっており、何年経過しても牧之の出版計画は全く進まなかった。そのうち、京伝の弟山東京山が牧之へ協力を申し入れたが、馬琴が原稿を返却しないため、牧之は再度執筆する羽目になった。
1836年（天保7年）、出版準備のため、京山が越後塩沢の牧之の元へ訪れた。そして翌1837年（天保8年）、最初の構想から30余年にしてついに『北越雪譜』が、江戸文渓堂（丁字屋平兵衛）から出版された。売上げ700部を超える当時の大ベストセラーとなり、世の読者・書店の要望を受けて1841年（天保12年）に第二編が出版された。牧之は以後の続刊を期していたとされるが、翌1842年（天保13年）5月に牧之が没し、二編で完結することとなった。
牧之の著作ではあるが、出版時に京山が加筆修正しており、そのため「鈴木牧之編撰・京山人百樹刪定」として出版されている。中には牧之の記述について、雪国を知らない京山が「大袈裟だ」として書き改めた箇所もあるが、今では牧之の記述の正しいことが明らかとなっている。ともあれ、この書の版元は幾度か変わったが、木版本は明治末年まで出版され、活字本は1936年岩波文庫から出版されている。

## その他
南魚沼市塩沢にある鈴木牧之記念館には、江戸期に出版された『北越雪譜』が保存されている。
長野オリンピックの際には、外国人向けに国土庁が日本の雪国を紹介するために発行したパンフレットは、「『北越雪譜』の世界から」とサブタイトルが付けられた。
二編巻之一「雪の元日」には、「大都会の繁花と辺鄙の雪中と…」など、3回にわたって「大都会」が登場し、大都会という言葉の最古の用例とされている。

## 関連文献
- 『北越雪譜』鈴木牧之編撰・京山人百樹刪定・岡田武松校訂、岩波書店〈岩波文庫 黄 226-1〉、1936年。ISBN 4-00-302261-0（益田勝実解説）
- 『雪国を江戸で読む 近世出版文化と『北越雪譜』』森山武、東京堂出版、2020年。ISBN 978-4490210323

### 国立国会図書館デジタルコレクション
- 『北越雪譜 初篇 巻之上』 - 国立国会図書館デジタルコレクション
- 『北越雪譜 初篇 巻之中』 - 国立国会図書館デジタルコレクション
- 『北越雪譜 初篇 巻之下』 - 国立国会図書館デジタルコレクション
- 『北越雪譜 2編 巻1』 - 国立国会図書館デジタルコレクション
- 『北越雪譜 2編 巻2』 - 国立国会図書館デジタルコレクション
- 『北越雪譜 2編 巻3』 - 国立国会図書館デジタルコレクション
- 『北越雪譜 2編 巻4』 - 国立国会図書館デジタルコレクション

### 青空文庫
- 『北越雪譜　01 第三刷序文』：新字新仮名 - 青空文庫
- 『北越雪譜　02 北越雪譜叙』：新字新仮名 - 青空文庫
- 『北越雪譜　03 北越雪譜初編』：新字新仮名 - 青空文庫
- 『北越雪譜　04 北越雪譜二編叙』：新字新仮名 - 青空文庫
- 『北越雪譜　05 北越雪譜二編凡例』：新字新仮名 - 青空文庫
- 『北越雪譜　06 北越雪譜二編』：新字新仮名 - 青空文庫
- 『北越雪譜　07 註解』：新字新仮名 - 青空文庫
- 『北越雪譜　08 解説』：新字新仮名 - 青空文庫